# جشنواره کتاب بروکلین
جشنواره کتاب بروکلین یک نمایشگاه سالانه کتاب است که در پاییز در بروکلین، نیویورک برگزار می‌شود. این کار در سال ۲۰۰۶ توسط مارتی مارکویتز، رئیس‌جمهور بروکلین، لیز کوخ و کارولین گریر که می‌خواستند «صدای بروکلین» را در ادبیات به نمایش بگذارند، آغاز شد، زیرا نویسندگان متعددی در این منطقه زندگی می‌کنند. نمایشگاه در سال‌های بعد دامنه خود را گسترش داد و میزبان بسیاری از نویسندگان غیربروکلینی و بین‌المللی، از جمله جوان دیدیون، دنیس لهان، جان رید، روزان کش، سلمان رشدی، کارل اوو کناسگارد و دیو اگرز بود.
تعداد شرکت کنندگان در سال ۲۰۰۹ به ۳۰۰۰۰ نفر رسید. در همین سال همچنین کالج سنت فرانسیس یک جایزه ادبی دوسالانه به ارزش ۵۰۰۰۰ دلار را برای حمایت از یک نویسنده ایجاد کرد. برنده این جایزه توسط هیئتی از نویسندگان در جشنواره کتاب بروکلین هر سال در ماه سپتامبر اعلام می‌شود.
این جشنواره شامل خوانش‌های موضوعی، بحث‌های میزگرد، فروشندگان، و امضای نویسنده است. در سال‌های اخیر، جشنواره کتاب گسترش یافته و شامل روز کودک و تعطیلات کتاب، رویدادهایی با مضمون ادبی مانند کتابخوانی، مهمانی‌ها، نمایش‌های استندآپ و اجرا در مکان‌های عمومی مختلف در بروکلین می‌شود.